# Крістіан Абб'яті
Крістіа́н Абб'я́ті (італ. Christian Abbiati; нар. 8 липня 1977, Абб'ятеграссо) — італійський футболіст,воротар. Колишній гравець збірної Італії і «Мілану».
Виступав за клуби: 1994—1995 і 1996—1998 — «Монца», 1995—1996 — «Боргозезія» (в оренді), з 1998—2005 — «Мілан», 2005—2006 — «Ювентус» (в оренді), з 2006 — «Торино» (в оренді). З літа 2007 в «Атлетіко» (Мадрид) — оренда на 1 сезон (2007/08). Захоплюється баскетболом.
Абб'яті повернувся в «Мілан» влітку 2008 року і через 6 років знову став основним воротарем россонері, витіснивши з основи Желько Калача та Діду. В середині сезону 2008/2009 Крістіан отримав серйозну травму коліна у зіткненні з Джузеппе Фаваллі, і до кінця сезону лікувався. Його місце у воротах «Мілана» зайняв Нельсон Діда. Після того як Діда завершив кар'єру Абб'яті став основним голкіпером.
За кар'єру відстояв 11 «сухих» матчів у єврокубках.

## Досягнення
- Чемпіон Італії: 1999, 2004, 2011 — «Мілан», в 2006 у складі «Ювентуса», але позбавлений титулу через скандал з договірними матчами.
- Володар Кубка Італії: 2003
- Володар Суперкубка Італії: 2004, 2011
- Переможець Ліги Чемпіонів: 2002/2003
- Володар Суперкубка Європи: 2003
- Чемпіон Європи (U-21): 2000
- Віце-чемпіон Європи: 2000

- Кавалер ордена «За заслуги перед Італійською Республікою» (2000).

## Інтернет-сторінки
- www.christianabbiati.it (іт., англ., кит.)
- www.christianabbiati.com (іт.)
- Статистика кар'єри футболіста зі сторінки it.eurosport.yahoo.com [Архівовано 15 вересня 2007 у Wayback Machine.]